# Gōjū-ryū
Gōjū-ryū (剛柔流 (Cương Nhu lưu)/ ごうじゅうりゅう) là một trong những hệ phái karate truyền thống của người Okinawa, với đặc trưng là sự phối hợp các kỹ thuật mang cả tính cương và nhu. Cả hai khái niệm cương và nhu đều xuất phát từ cuốn sách võ thuật cổ từng được các võ sư bậc thầy người Okinawa dùng trong suốt thế kỷ 19-20, Bubishi (tiếng Trung: 武備志; bính âm: Wǔbèi Zhì).[1] Gō (mang nghĩa Hán Việt là "cương"), muốn nói đến những kỹ thuật bàn tay nắm hoặc những đòn tấn công tuyến tính; jū, (Hán Việt là "nhu"), là những kỹ thuật bàn tay mở hoặc những chuyển động vòng cung. Gōjū-ryū kết hợp cả hai cách di chuyển tròn và thẳng trong các bài tập, các đòn tấn công tính "cương" như đòn đá và đấm được kết hợp với kỹ thuật bàn tay mở như các đòn đỡ, tấn công, khống chế đối thủ (gồm cả cả những đòn khóa, bắt/chụp, quật ngã, ném).
Phần quan trọng nhất trong việc thể hiện các bài kata là cách sử dụng đúng hơi thở, đặc biệt là trong Sanchin (hơi thở phải gắt, nhanh và mạnh) và Tensho kata (hơi thở nhẹ nhàng và tự nhiên) đây là hai bài kata nền tảng của Goju-ryu về khí công. Gōjū-ryū rèn luyện cả sức mạnh và sức bền cho cơ thể thông qua tập các kỹ thuật căn bản (tự điều chỉnh khoảng cách, kỹ thuật khóa/bắt, cách tạo, vận dụng lực...) và  đối luyện.